# Хайнрих IV фон Флекенщайн
Хайнрих IV фон Флекенщайн (на немски: Heinrich IV von Fleckenstein; † 1305) от фамилията Флекенщайн от Елзас е господар на Боланден в Рейнланд-Пфалц.
Той е син на Фридрих II фон Флекенщайн († между 4 май 1268 и 13 април 1270) и съпругата му Агнес фон Боланден († сл. 9 февруари 1275), дъщеря на Вернер IV фон Боланден († 1258/1262) и Кунигунда фон Лайнинген († сл. 1236), дъщеря на граф Фридрих II фон Саарбрюкен-Хартенбург-Лайнинген († 1237) и Агнес фон Еберщайн († 1263). Внук е на Хайнрих I фон Флекенщайн († 1259) и Кунигунда фон Бацендорф.

## Фамилия
Хайнрих IV фон Флекенщайн-Боланден се жени за Агнес фон Сарверден, дъщеря на граф Хайнрих II фон Сарверден († 1286) и Елизабет фон Майзембург († 1321). Те имат един син:
- Хайнрих VII фон Флекенщайн († между 19 юли – 13 декември 1360), господар на Байнхайм, майор на Страсбург, женен пр. 12 октомври 1315. г. за Елза фон Васелнхайм († сл. 3 декември 1367), дъщеря на Гоцо (Гьоц), фогт на Васелнхайм, родители на Хайнрих VIII фон Флекенщайн „Млади“ († 1347/1348), женен за Елизабет фон Сарбрюкен († 1345).